# Бежанов, Григорий Акимович
Григорий Акимович Бежанов (1897 год, Тбилиси — 14 мая 1965 года, там же) — деятель советских спецслужб, генерал-майор.

## Биография
Григорий Акимович Бежанов родился в 1897 году в армянской семье.
В 1917 году Бежанов закончил Тифлисское коммерческое училище, а до 1920 года учился в Петроградском институте инженеров путей сообщения, когда добровольно вступил в ряды РККА.
В органах ВЧК: нач. оперпункта ДТЧК, Тифлис 09.21 -10.23. Инспектор ВОХР Закавказ. ж.д., Тифлис 10.23-10.24; нач. моб. отд. и зам. директора упр. Закавказ. ж.д. 10.24-11.31
В органах ОГПУ-НКВД-НКГБ-МГБ: нач. ОДТО станц.Ленинакан ДТО ОГПУ-НКВД Закавказ. ж.д. 11.31 -10.34; нач. отд-я ДТО ГУГБ НКВД Закавказ. ж.д., Тбилиси 10.34-05.35; нач. отд-я ТОУГБ НКВД ЗСФСР 05.35-02.37; нач. 3 отд. УГБ НКВД Абх.АССР 04.37-04.38; зам. наркома внутр. дел Абхазии 04.38-07.08.39; врид зам. нач. ДТО НКВД Закавказ. ж.д. 07.08.39-21.04.402; зам. нач. водн. отд. УНКВД Ленингр. обл. 06.40-09.40; нач. водн. отд. УНКВД Ле-нингр. обл. 09.40-02.41; нач. СПО (по городу) УНКГБ Ленингр. обл. 02.41 — 08.41; нач. ТО НКВД Окт. ж.д. 30.08.41 -17.05.42; нач. СПО УНКВД Ленингр. обл. 17.05.42-05.43; зам. нач. УНКГБ Ставр. края 04.06.43-04.10.44; нарком-министр ГБ Кабард.АССР 04.10.44-10.12.47; нач. оперсектора НКВД-МВД земли Тюрингия 06.45-09.46.
Арестован 10.12.47. Приговорен ВКВС СССР 17.10.51 по Указу от 07.08.32 и статье 193-17«а» к 10 годам заключения с последующим поражением в правах на 3 года. Освобожден 20.07.53. Определением Верховного суда СССР от 23.07.53 приговор отменен и дело прекращено. Реабилитирован. Уволен из МВД с 01.08.53 в запас МО по болезни.
Избирался Депутатом Верховного Совета СССР 2-го созыва.
Григорий Акимович Бежанов умер в 1965 году в Тбилиси.

## Награды
- орден Ленина (04.12.1945)
- два ордена Красного Знамени (08.03.1944, 03.11.1944)
- орден Отечественной войны 1 степени (07.07.1944)
- орден Красной Звезды (18.05.1942)
- орден «Знак Почета» (20.09.1943)
- медали СССР
- знак «Заслуженный работник НКВД» (04.02.1942)
- часы с надписью «За блестящее выполнение задания правительства Союза ССР» от коллегии ОГПУ СССР в 1932.

## Звания
- лейтенант ГБ (13.01.1936)
- ст. лейтенант ГБ (19.07.1939)
- капитан ГБ (14.09.1939)
- майор ГБ (23.02.1942)
- полковник ГБ (14.02.1943)
- комиссар ГБ (12.07.1944)
- генерал-майор (09.07.1945). Лишен звания генерал-майора 30.10.51 Пост. СМ СССР № 4185-1926с как осужденный на 10 лет с последующим поражением в политических правах на 3 года «за злоупотребление служебным положением и хищение соц. собственности». Пост. СМ СССР №2171-881сс от 15.08.53 восстановлен в звании «в связи с решением ВКВС СССР о прекращении дела и полной реабилитации».